# Akuaba

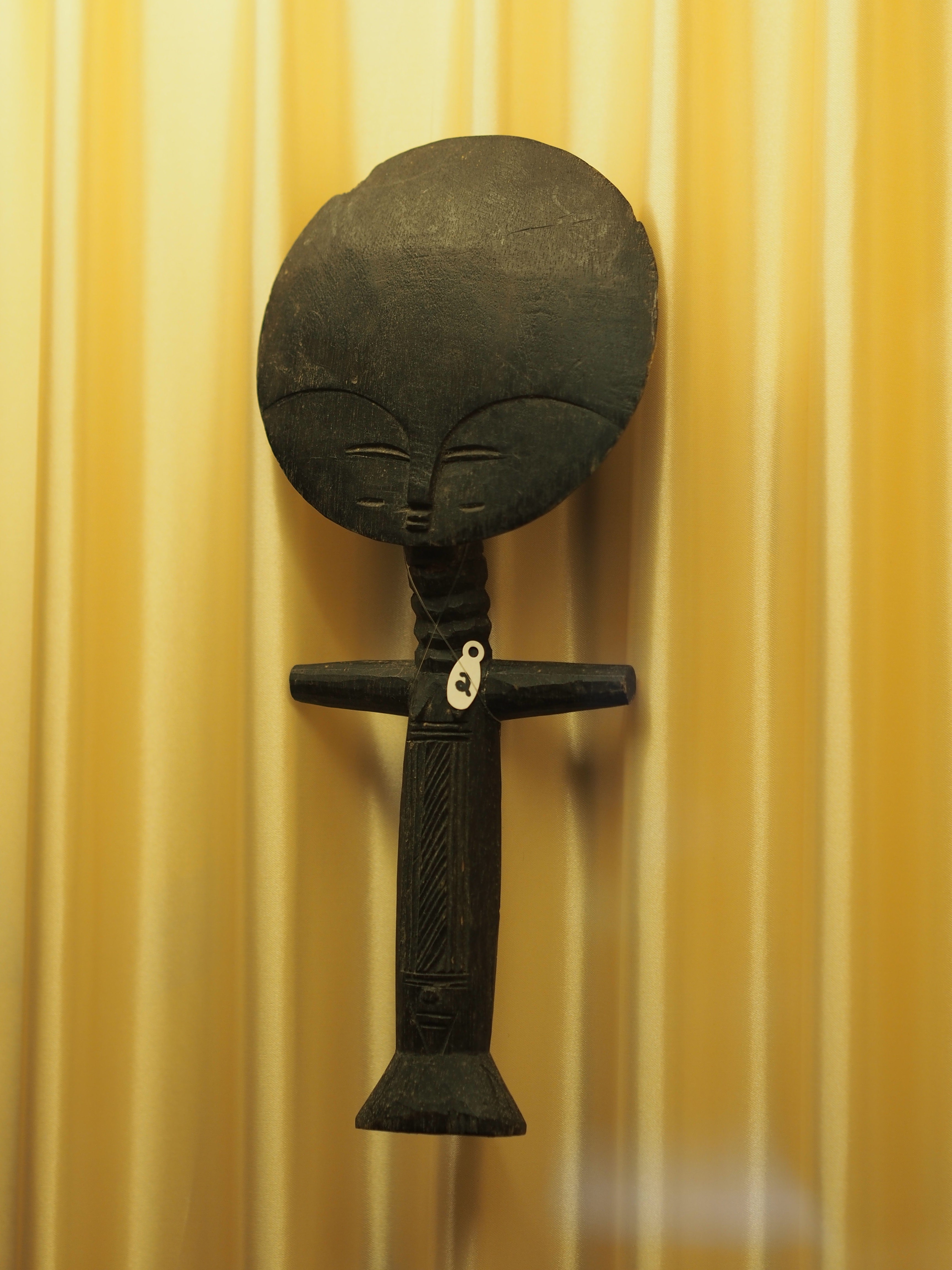

Akuaba – drewniane lalki o specyficznych głowach w kształcie dysku. Są jednym z najpopularniejszych i najczęściej reprodukowanych dzieł sztuki z Afryki.

## Pochodzenie
Lalki te pochodzą najprawdopodobniej od ghańskiego ludu Aszantów z grupy Akan. Nazwa tej maski zaczerpnięta jest z mitologii ludów Akan, dokładnie od imienia ciężarnej kobiety – Akuy, która obawiała się o swoją ciążę. Aby uspokoić się, udała się do lokalnego kapłana, który poradził jej noszenie na swych plecach wizerunku dziecka, wykonanego z drewna. Akua, zajmowała się figurką, jak prawdziwym dzieckiem, ludzie z wioski zaś naśmiewali się z niej. Akua, nie przejmowała się tym i urodziła zdrową i śliczną córeczkę. Wkrótce zwyczaj ten zaczęły praktykować inne kobiety, a nazwa maski – akuaba, przyjęła się w miejscowym języku. Dosłownie oznacza ono „dziecko Akui”.

## Wygląd
Lalki te wykonane są najczęściej z drewna, ze specyficznymi głowami w kształcie dysku. Wygląd ten reprezentuje ówczesny kanon piękności wśród ludów Akan. Ich wygląd podyktowany jest również praktycznym zastosowaniem, mianowicie łatwiej nosi się takie rzeźby na plecach. Szyja, utworzona z małych pierścionków, świadczy o urodzie i zdrowiu. Nacięcia poniżej oczu reprezentują skaryfikację, czyli nacinanie skóry i tworzenie w ten sposób blizn. W wierzeniach wielu ludów afrykańskich zwyczaj ten miał chronić przed działaniem złych duchów.

## Zastosowanie
Pierwotnie lalki były używane przez ciężarne kobiety w celu ochrony ciąży. Początkowo przedstawiały jedynie dziewczynki. Tłumaczy się to faktem iż pierwsze dziecko Akui było dziewczynką, a także tym, że ludy Akan są matrylinearne. Kobiety również kojarzone są ze sferą narodzin i opieką nad małymi dziećmi. Obecnie lalki te rozprzestrzeniły się na całą Afrykę i stanowią popularny towar eksportowy. Można je kupić w wielu miejscach, również w Afryce Wschodniej, np. Kenii. Współcześnie symbolizują one również szczęście.